# 高背悅麗魚
高背悅麗魚，為輻鰭魚綱鱸形目隆頭魚亞目慈鯛科的其中一種，分布於南美洲Guaporé河、巴拉圭河、巴拉那河流域，體長可達6公分，棲息在中底層水域，當遇到危險時會躍出水面，可作為觀賞魚。

## 擴展閱讀
維基物種上的相關：高背悅麗魚